# Státní zemědělské nakladatelství
Státní zemědělské nakladatelství (SZN) bylo československé nakladatelství působící v letech 1953–1991.
Nakladatelství bylo založeno v Praze z bývalého tiskového podniku Jednotného svazu českých zemědělců Brázda, které působilo od roku 1946.
Sídlilo v centru Prahy na Václavském náměstí.
Vydávalo učebnice a odbornou literaturu z oblasti zemědělství, lesnictví, myslivosti, zahradnictví a chovatelství pro řadové pracovníky i inženýrsko–technické kádry a populárně naučnou literaturu z těchto oborů pro širší čtenářskou obec. Vycházely zde i zájmové a odborné časopisy (Chmelařství, Mechanizace zemědělství, Chovatel, Lesnická práce, Veterinářství).
Své knihkupectví mělo v Praze na Václavském náměstí a zřídilo také svůj Klub čtenářů zemědělské literatury.
Od svého vzniku až do ukončení činnosti vydalo toto nakladatelství více než 4500 titulů. Nakladatelství mělo až 18 edic, ale některé z nich vycházely jen ve druhé polovině 60. let a začátkem 70. let, jiné vznikly později, nebo proměnily svoji skladbu.
SZN zaniklo v roce 1991, na jeho ediční program navázalo několik nakladatelství, např. Květ (nakladatelství Českého zahrádkářského svazu), Brázda (s.r.o. Praha), Grada. Vydávání zájmových časopisů pokračovalo v jiných společnostech.

## Edice (výběr)
- Chatař – praktické příručky
- Lesnická knihovna – Malá řada, Myslivost, Příroda
- Lesnictví a myslivost
- Lesnictví, myslivost a vodní hospodářství
- Moje záliby – příručky pro chovatele
- Malá zahradnická knižnice
- Malé lesnické atlasy
- Naše zahrádka
- Nová vesnice
- Organizátor zemědělské velkovýroby
- Rostlinná výroba
- Zvířata celého světa
- Živočišná výroba